# ワイルドアゲイン
ワイルドアゲイン (Wild Again) は、アメリカ合衆国の競走馬、種牡馬。競走馬時代の1984年に第1回ブリーダーズカップ・クラシックに優勝、種牡馬としても10頭以上のG1競走優勝馬を輩出する成功を収めた。

## 経歴
2歳となった1982年に、ルイジアナ州のルイジアナダウンズ競馬場でデビューした。初戦は2着だったが、次の競走で初勝利を得ている。続く3戦目も連勝するが、以後は順調に勝ち上がることができず、更に3歳シーズンを全て休養に費やしたこともあって出世は遅かった。
しかし4歳に戦列復帰後、4戦2勝と調子を上げて出走したニューオリンズハンデキャップ (G2) で重賞競走初勝利を挙げる。その後、オークローンハンデキャップ (G2) をレコードタイムで優勝、9月にはメドウランズカップハンデキャップに優勝し、G1競走初勝利を挙げた。
そして一般戦での3着を経て、11月10日にハリウッドパーク競馬場で行われた第1回ブリーダーズカップ・クラシックに出走した。騎手はパット・デイ。この年すでに15戦を消化、成績が安定していないこともあり8頭立ての6番人気と非常に低い評価だった。しかし、スタート直後から先頭を切って逃げを打つと、最後の直線では馬体を接してきたスルーオゴールド、さらに外から追い込んできたゲートダンサーとの激しい競り合いを制し勝利、クラシックの初代優勝馬となった。
翌 1985年は4戦したが未勝利に終わり、競走馬を引退して種牡馬となった。当時の流行血統をほとんど持たない異系の血統だったが、初年度からG1競走2勝を挙げたアワイルドライドを送り出すと、以降も毎年のようにG1優勝産駒を輩出し、種牡馬としても大きな成功を収めた。日本でもナリタキングオーなど数頭の重賞優勝馬を輩出している。また、アメリカでG1競走2勝を挙げた産駒ワイルドラッシュが2004年より種牡馬として日本に導入されている。
2004年に種牡馬を引退。種牡馬生活を過ごしたケンタッキー州のスリーチムニーズファームで功労馬として余生を過ごしていたが、老衰により2008年12月5日に安楽死措置が取られた。

## 競走成績
- 1982年（2歳）8戦2勝
- 1984年（4歳）16戦6勝（ニューオーリンズハンデキャップ・G2、オークローンハンデキャップ・G2、メドウランズカップハンデキャップ・G1、ブリーダーズカップ・クラシック・G1）
- 1985年（5歳）4戦0勝

## 主な産駒
※日本調教馬（カナ表記）以外はG1競走優勝馬のみ記載。括弧内にとくに記載されているものはG1競走。
- A Wild Ride（1987年産 ヘムステッドステークス、シュヴィーハンデキャップなど重賞5勝）
- Wilderness Song（1988年産 スピンスターステークスなど重賞6勝）
  - 1992年度ソヴリン賞最優秀古牝馬
- Elmhurst（1990年産 ブリーダーズカップ・スプリントなど重賞2勝）
- Wild Escapade（1992年産 ホープフルステークス）
- ナリタキングオー（1992年産 重賞3勝）
- ワイルドブラスター（1992年産 重賞3勝）
- Wild Event（1993年産 WRターフクラシックなど重賞6勝）
- Wild Rush（1994年産 メトロポリタンハンデキャップ、カーターハンデキャップなど重賞4勝）
- Vicar（1996年産 フロリダダービー、ファウンテンオブユースステークスなど重賞3勝）
- Milwaukee Brew（1997年産 サンタアニタハンデキャップ2回など重賞5勝）
- Shine Again（1997年産 バレリーナステークス2回など重賞5勝）
- Sarava（1999年産 ベルモントステークス）
- タイキリオン（1999年産 重賞1勝）
- Offlee Wild（2000年産 サバーバンハンデキャップなど重賞4勝）

## 血統表
| ワイルドアゲインの血統              | ワイルドアゲインの血統               | ワイルドアゲインの血統               | （血統表の出典）                     | （血統表の出典） |
| 父系                                | ニアークティック系                   | ニアークティック系                   | ニアークティック系                   | [ § 2 ]          |
| 父 Icecapade 1969 芦毛 アメリカ     | 父の父Nearctic 1954 黒鹿毛 カナダ    | Nearco                               | Pharos                               | Pharos           |
| 父 Icecapade 1969 芦毛 アメリカ     | 父の父Nearctic 1954 黒鹿毛 カナダ    | Nearco                               | Nogara                               |                  |
| 父 Icecapade 1969 芦毛 アメリカ     | 父の父Nearctic 1954 黒鹿毛 カナダ    | Lady Angela                          | Hyperion                             | Hyperion         |
| 父 Icecapade 1969 芦毛 アメリカ     | 父の父Nearctic 1954 黒鹿毛 カナダ    | Lady Angela                          | Sister Sarah                         |                  |
| 父 Icecapade 1969 芦毛 アメリカ     | 父の母Shenanigans 1963 芦毛 アメリカ | Native Dancer                        | Polynesian                           | Polynesian       |
| 父 Icecapade 1969 芦毛 アメリカ     | 父の母Shenanigans 1963 芦毛 アメリカ | Native Dancer                        | Geisha                               |                  |
| 父 Icecapade 1969 芦毛 アメリカ     | 父の母Shenanigans 1963 芦毛 アメリカ | Bold Irish                           | Fighting Fox                         | Fighting Fox     |
| 父 Icecapade 1969 芦毛 アメリカ     | 父の母Shenanigans 1963 芦毛 アメリカ | Bold Irish                           | Erin                                 |                  |
| 母 Bushel-n-Peck 1958 鹿毛 アメリカ | 母の父Kahled 1943 鹿毛 イギリス      | Hyperion                             | Gainsborough                         | Gainsborough     |
| 母 Bushel-n-Peck 1958 鹿毛 アメリカ | 母の父Kahled 1943 鹿毛 イギリス      | Hyperion                             | Selene                               |                  |
| 母 Bushel-n-Peck 1958 鹿毛 アメリカ | 母の父Kahled 1943 鹿毛 イギリス      | Eclair                               | Ethnarch                             | Ethnarch         |
| 母 Bushel-n-Peck 1958 鹿毛 アメリカ | 母の父Kahled 1943 鹿毛 イギリス      | Eclair                               | Black Ray                            |                  |
| 母 Bushel-n-Peck 1958 鹿毛 アメリカ | 母の母Dama 1941 鹿毛 イギリス        | Dante                                | Nearco                               | Nearco           |
| 母 Bushel-n-Peck 1958 鹿毛 アメリカ | 母の母Dama 1941 鹿毛 イギリス        | Dante                                | Rosy Legend                          |                  |
| 母 Bushel-n-Peck 1958 鹿毛 アメリカ | 母の母Dama 1941 鹿毛 イギリス        | Clovelly                             | Mahmoud                              | Mahmoud          |
| 母 Bushel-n-Peck 1958 鹿毛 アメリカ | 母の母Dama 1941 鹿毛 イギリス        | Clovelly                             | Udaipur F-No.3-e                     |                  |
| 母系(F-No.)                         | 3号族(FN:3-e)                        | 3号族(FN:3-e)                        | 3号族(FN:3-e)                        | [ § 3 ]          |
| 5代内の近親交配                     | Nearco3×4=18.75%、Hyperion4×3=18.75% | Nearco3×4=18.75%、Hyperion4×3=18.75% | Nearco3×4=18.75%、Hyperion4×3=18.75% | [ § 4 ]          |
| 出典                                | 1. 2. 3. 4.                          | 1. 2. 3. 4.                          | 1. 2. 3. 4.                          | 1. 2. 3. 4.      |

父はノーザンダンサーを介さないニアークティック系種牡馬の代表格。本馬のほかにクレヴァートリックなどを輩出している。母は重賞のシネマハンデキャップなど8勝を挙げた活躍馬。牝系は日本とも縁が深く、3代母クローヴリーから連なる系統の活躍馬には1969年の 啓衆社賞最優秀3歳牡馬アローエクスプレス、1982年の東京優駿優勝馬バンブーアトラスなど、また、クローヴリーの甥には日本で7度のリーディングサイアーを獲得したヒンドスタンがいる。4代母ウダイプールは1932年の エプソムオークス優勝馬である。